# هلموت دیتل
هلموت دیتل (آلمانی: Helmut Dietl؛ ‏آلمانی: [ˈhɛl.muːt ˈdiːtl̩] ؛ ‏ ۲۲ ژوئن ۱۹۴۴ – ۳۰ مارس ۲۰۱۵) کارگردان فیلم، مؤلف اهل آلمان بود. وی بین سال‌های ۱۹۷۴ تا ۲۰۱۵ میلادی فعالیت می‌کرد.
او در خلق تعدادی از فیلم‌هایش با پاتریک زوسکیند همکاری داشت.